# Боріт-М
Боріт-М[джерело?] — російський кевларовий шолом (індексні назви 6б7, 6б26, 6б27, 6б28), розроблений спільно з комплектом «Барміца». Стоїть на озброєнні ПДВ, СВ, мотострілецьких військ Російської Федерації.

## Історія
Розробка кевларового шолома, що замінила вже тоді застарілий СШ-68 почалася вже на початку 1980-х. Але через нестачу фінансування розробка була припинена. У кінці 1990-х почалися розробки перспективного комплекту екіпірування «Барміца-Н2». У комплект повинен був входити новий легший кевларовий шолом. Перші зразки шолома були готові вже в 1999 ріку.
2002 року почалося серійне виробництво кевларових шоломів 6Б7, 6Б14, 6Б6. Того ж року шоломи прийняті на озброєння Російської армії.
2006 року в серійне виробництво були запущені шоломи 6Б26, 6Б27 (для СВ), 6Б28 (для ПДВ, комплектується за замовчуванням спеціальним чохлом з «вухами»). Прийнято на озброєння Російської армії та країн ОДКБ.

## Протиосколкова стійкість
- 6б26 — V50 = 620 м/с
- 6б27 — V50 = 720 м/с
- 6б28 — V50 = 580 м/с[джерело?]